# Оу (хребет)
Оу или Рикуоку (на японски: 奥羽山脈, Оу-саммяку) е планински хребет в Япония, разположен в североизточната част на остров Хоншу. Простира се на около 400 km от залива Муцу на север до езерото Инавасиро на юг. На изток е ограничен от тектонските долини на реките Китаками и Мабети, а на запад – от меридионалните участъци на реките Могами, Омоно, Йонесиро и Иваки. Максималната височина е вулканът Ивате (2041 m). Изграден е предимно от гранити, гнайси и седиментни скали. В хребета има 7 групи вулкански конуси (Хакода, Якеяма, Ивате, Курикома, Дзао, Адзума и Бандай). Оу е важна климатична бариера, като неговите източни склонове са подложени на летните, а западните – на зимните мусони, и двата донасящи обилни валежи. Хребетът се явява част от главния вододел на остров Хоншу. На изток текат къси и бурни реки (Апи, Вака и др.), притоци на Китаками и Мабети или вливащи се директно в Тихия океан. От западните му склонове извират реките Могами, Омоно, Йонесиро, Иваки, вливащи се в Японско море и множество техни притоци. Склоновете му са покрити с широколистни, а над 500 – 700 m – от иглолистни гори.